# Ján Bohunský
Ján Bohunský (19. února 1918 – ???) byl slovenský a československý dělník, později zaměstnanec a politik Komunistické strany Slovenska (KSS) a poúnorový poslanec Národního shromáždění ČSR.

## Biografie
Ve volbách roku 1954 byl podle tehdejšího volebního systému zvolen do Národního shromáždění za KSS ve volebním obvodu Považská Bystrica. V parlamentu setrval až do konce funkčního období, tedy do voleb roku 1960.
V říjnu 1949 mu bylo uděleno Československé vyznamenání práce III. stupně - bronzová medaile Za pracovní obětavost. Je tehdy uváděn jako nástrojář v podniku Považské strojárne, n.p., závod Považská Bystrica. K roku 1954 se profesně uvádí jako vedoucí oddělení v Povážských strojírnách.